# Eulepidotis erina
Eulepidotis erina är en fjärilsart som beskrevs av Dyar 1914. Eulepidotis erina ingår i släktet Eulepidotis och familjen nattflyn. Inga underarter finns listade i Catalogue of Life.